# Mordellistena gigas
Mordellistena gigas là một loài bọ cánh cứng trong họ Mordellidae. Loài này được Liljeblad miêu tả khoa học năm 1917.